# Styggedals- og Skagastølsryggen
Styggedals- og Skagastølsryggen er Norges højstliggende bjergryg og ligger i den østlige del af området Hurrungane, i den sydvestlige del af Jotunheimen. Styggedalstindane ligger mellem Maradalsbræen i syd og Styggedalsbræen- og Gjertvassbræerne i nord. Ryggen ligger hovedsagelig i Luster kommune i Vestland fylke, men den sydvestlige del ligger i Årdal kommune i samme fylke.
Toppene langs Styggedals- og Skagastølsryggen er blandt de højeste i Norge og er, fra nord mod syd og øst
- Nordre Skagastølstind (2.167 moh.)
- Skagastølsnebbet (2.222 moh.)
- Midtre Skagastølstind (2.284 moh.)
- Vetle Skagastølstind (2.340 moh.)
- Storen (Store Skagastølstind) (2.405 moh.)
- Sentraltind (Vestre Styggedalstind) (2.348 moh.)
- Store Styggedalstinde, Vesttoppen (2.383 moh.)
- Store Styggedalstinde, Østtoppen (2.387 moh.)
- Jervvasstind (Østre Styggedalstind) (2.351 moh.)[2]